# 인간 본성

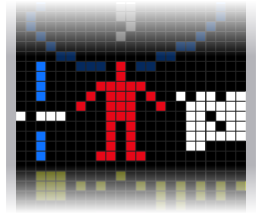

인간 본성(人間本性, human nature)이란 인간이 문화 등의 영향에서 독립적으로 자연스럽게 내재하고 있는 본성이다. 인간 본성이 무엇이고 인간 본성을 어떻게 조정할 수 있는지는 서양철학에서 가장 오래되고 가장 중요한 질문이다. 이 질문에서 윤리학, 정치학, 신학 등 모든 것이 파생되었다.
인간 본성에 대한 논쟁은 수세기 동안 철학의 중심 초점이었으며 이 개념은 계속해서 활발한 철학적 논쟁을 불러일으키고 있다. 두 개념 모두 서로 다르지만, 인간 본성에 관한 논의는 일반적으로 인간 발달에서 유전자와 환경의 상대적 중요성에 관한 논의(예: '본성 대 양육')와 관련이 있다. 따라서 이 개념은 다양한 이론가들이 인간 본성에 대한 통찰력을 제공했다고 주장하는 자연 과학, 사회 과학, 철학과 같은 학문 분야에서도 계속해서 역할을 하고 있다. 인간 본성은 전통적으로 특정 문화와 관련된 것과 같이 사회마다 달라지는 인간 속성과 대조된다.
자연을 판단의 기준으로 삼는 개념은 적어도 서구와 중동의 언어와 관점에 큰 영향을 미쳤다는 점에서 전통적으로 그리스 철학에서 시작되었다고 한다. 고대 후기와 중세 시대에 지배적이게 된 특별한 접근 방식은 아리스토텔레스의 목적론이었다. 이 접근 방식은 인간 본성이 개인과 어떻게든 독립적으로 존재하여 인간을 단순히 자신이 되는 대로 되게 한다고 믿었다. 이는 또한 인간 본성과 신성 사이의 특별한 연관성을 보여주는 것으로 이해되어 왔으며, 이로써 인간 본성은 최종적이고 형식적인 원인의 관점에서 이해된다. 보다 구체적으로 이 관점은 자연 그 자체(또는 자연을 창조하는 신)가 인간이 자연적으로 살아가는 목적을 포함하여 의도와 목적을 가지고 있다고 믿는다. 인간 본성에 대한 그러한 이해는 이 본성을 인간의 "관념" 또는 "형태"로 본다. 그러나 이 불변적이고 형이상학적인 인간 본성의 존재는 많은 역사적 논쟁의 대상이 되어 현대까지 계속되고 있다.
인간의 본성이 고정되어 있다는 아리스토텔레스의 개념에 반대하여, 인간의 상대적인 유연성은 최근 몇 세기 동안 특히 강력하게 주장되어 왔다. 먼저 토마스 홉스(Thomas Hobbes), 존 로크(John Locke), 장 자크 루소(Jean-Jacques Rousseau)와 같은 초기 모더니스트들에 의해 말이다. 루소는 그의 저서 에밀 (책)(Emile, On Education)에서 다음과 같이 썼다. "우리는 우리의 본성이 우리에게 무엇을 허용하는지 모른다." 19세기 초부터 다윈, 프로이트, 마르크스, 키에르케고르, 니체, 사르트르와 같은 사상가들뿐만 아니라 구조주의자들과 포스트모더니스트들 역시 때때로 고정되거나 타고난 인간 본성에 반대하는 주장을 펼쳤다.
찰스 다윈의 진화론은 특히 현대 인류의 조상이 오늘날의 인간과 같지 않았다는 명제를 뒷받침하면서 논의의 형태를 바꾸었다. 현대 과학의 대부분과 마찬가지로 그러한 이론은 형이상학적 인과관계에 거의 또는 전혀 의존하지 않고 설명하려고 한다. 그것들은 인간 본성의 기원과 그 기본 메커니즘을 설명하기 위해 제공될 수도 있고, 고정된 인간 본성의 개념을 위반하는 변화와 다양성에 대한 능력을 입증하기 위해 제공될 수도 있다.

## 같이 보기
- 공통감각
- 키니코스 학파
- 비인간화
- 취약성-스트레스 모델
- 정서
- 사람
- 인간의 조건
- 인문주의
- 본능
- 자연
- 규범
- 사회 규범
- 정상성
- 심리학